# Léo Gros
 (mars 2013).
Pour les articles homonymes, voir Gros.
Léo Gros (1921-2003) est un entrepreneur et homme politique français.
Industriel du secteur textile, à l'origine des marques de vêtements Montagut, Pôles, Tehen, et Marie-Claire et PDG de Balmain dans les années 1980. Avec son ami André Hyenne il est l'inventeur du Fil Lumière, un tissu synthétique issu du nylon.
Il est aussi le père des artistes Jean-Léo Gros et Marie-Florence Gros.
Il est resté maire du village de La Cadière et Cambo (dans le Gard) de manière ininterrompue de 1946 à sa mort le 19 mars 2003 .

## Jeunesse
Né le 24 mars 1921 à Montpellier dans le département de l'Hérault, Léo Gros est le fils de Fernand Gros et de Marie-Louise Castella. Après une enfance à Ganges et à la sortie du lycée de Montpellier, Léo Gros intègre l'École Centrale de Paris (Promotion 1943).
Il commence sa carrière comme ingénieur pour les entreprises Herbin à Troyes, puis revient dans l'Hérault en 1946 pour reprendre l'affaire textile de son père Fernand Gros. Il démarre alors à l'âge de 25 ans une carrière d'entrepreneur qui le verra devenir gérant ou administrateur de nombreuses sociétés textiles, de construction mécanique textile ou de teinturerie. Il est élu maire de La Cadière et Cambo cette même année, mandat qu'il conservera de façon ininterrompue pendant plus de cinquante ans, jusqu'à sa mort.
Le 15 septembre 1952 il épouse Françoise Tinland, fille de Georges Tinland qui est également propriétaire de plusieurs sociétés dont la Bonneterie Cévenole S.A, alors en difficulté. Léo Gros devient peu après actionnaire et gérant de cette société.

## Carrière
Président-directeur général de Pierre Balmain S.A (1977-86),
Vice-président de la Fédération française de la bonneterie (depuis 1958), de Comitextil (Comité de coordination des industries textiles de la Communauté économique européenne) (depuis 1964), Président (1965-67) puis Président d’honneur du Secrétariat international des industries de la maille, Président (1963-65 et 1971-73) de Mailleurop (association européenne des industriels de la maille), Vice-président des Associations des industries de la maille du Portugal (1973-77), Président de la Commission scientifique des textiles et habillement de la CEE, Président de Euro-Fashion Council Export.

## Décoration
- Commandeur de l'ordre du Mérite industriel ( Portugal, 28 mai 1992)[5]